# ۱۸۲ (عدد)
۱۸۲(صد و هشتاد و دو) یک عدد طبیعی است که بعد از ۱۸۱ و قبل از ۱۸۳ قرار دارد.